# Paul Auster
Paul Benjamin Auster (ur. 3 lutego 1947 w Newark, zm. 30 kwietnia 2024 w Nowym Jorku) – amerykański pisarz, scenarzysta, eseista, tłumacz oraz reżyser filmowy.

## Życiorys
Urodził się w rodzinie żydowskiej, jego przodkowie do USA przyjechali z terenów Galicji m.in. Stanisławowa. W 1970 ukończył Columbia University, przez pewien czas pracował jako marynarz na statku handlowym, mieszkał w Paryżu. Do Stanów wrócił w 1974.
Tłumaczył francuskich poetów, prowadził kursy przekładu, a karierę pisarską zaczynał od tomów poezji i twórczości eseistycznej. Pierwszą swą powieść (kryminał Nieczyste zagranie) opublikował pod pseudonimem Paul Benjamin (Benjamin to jego drugie imię). Auster zasłynął trzema powieściami wydanymi w latach 1985–1986 Szklane miasto, Duchy, Zamknięty pokój. Zostały one opatrzone wspólnym tytułem Trylogia nowojorska i są najbardziej znanym oraz cenionym dziełem pisarza, czasem uważanym za esencję jego twórczości.
Akcja Trylogii nowojorskiej rozgrywa się w szarych zaułkach tytułowego miasta, po których snują się samotni ludzie obciążeni detektywistycznym zadaniem, najczęściej wbrew swej woli. Zagadka kryminalna jest tylko wstępem do rozważań egzystencjalnych, ogólnoludzkich, a akcja każdej z trzech powieści rozgrywa się w atmosferze jakby żywcem przeniesionej z Kafki czy Becketta.
Auster jest twórcą nieodłącznie związanym z Nowym Jorkiem, miasto to stanowi tło większości jego dzieł. Przy konstruowaniu swoich utworów pisarz często korzysta ze schematu powieści kryminalnej, wykorzystuje go jednak w sposób pastiszowy i postmodernistyczny. Przez niektórych krytyków jest uważany za jednego z najważniejszych żyjących amerykańskich pisarzy.
Znany nie tylko w kręgach literackich stał się po premierze filmu Dym (1995) z Harveyem Keitelem w roli głównej. Dym to wspólne dzieło Austera oraz reżysera Wayne’a Wanga. Już samodzielnie pisarz wyreżyserował Lulu na moście (1998) z Mirą Sorvino i ponownie Keitelem. Wcześniej, bo w 1993, napisał scenariusz do Muzyki przypadku, filmu opartego na jego powieści o tym samym tytule.
Zasiadał w jury konkursu głównego na 53. MFF w Wenecji (1996) oraz na 50. MFF w Cannes (1997). Komandor Orderu Sztuki i Literatury (2007).
Zmarł 30 kwietnia 2024 w swoim domu na Brooklynie w Nowym Jorku, z powodu komplikacji związanych z rakiem płuc.

## Twórczość literacka
- Nieczyste zagranie (Squeeze Play, opublikowana pod pseudonimem)
- Wynaleźć samotność (The Invention of Solitude 1982, eseje)
- Trylogia nowojorska (The New York Trilogy 1987; tłum. Michał Kłobukowski, 1996, 2006)
  - Szklane miasto (City of Glass 1985)
  - Duchy (Ghosts 1986)
  - Zamknięty pokój (The Locked Room 1986)
- W kraju rzeczy ostatnich (In the Country of Last Things 1987; tłum. Michał Kłobukowski, 1996)
- Księżycowy pałac (Moon Palace 1989)
- Muzyka przypadku (The Music of Chance 1990)
- Lewiatan (Leviathan 1992)
- Mr Vertigo (Mr Vertigo 1994)
- Wiążąc koniec z końcem (Hand to Mouth 1997, autobiografia)
- Timbuktu (Timbuktu 1999)
- Księga złudzeń (The Book of Illusions 2002)
- Noc wyroczni (Oracle Night 2004)
- Szaleństwa Brooklynu (The Brooklyn Follies 2005)
- Podróże po skryptorium (Travels in the Scriptorium 2007)
- Człowiek w ciemności (Man in the Dark 2008)
- Niewidzialne (Invisible 2009)
- Sunset Park (Sunset Park 2010)
- Day/Night 2013
- 4 3 2 1 (4 3 2 1 2017)
- Baumgartner 2023

## Reżyseria
- Dym (Smoke 1995, z Wangiem)
- Brooklyn Boogie (Blue in the Face 1995, z Wangiem)
- Lulu na moście (Lulu on the Bridge 1998)
- The Inner Life of Martin Frost 2007

## Scenariusz
- Muzyka przypadku (The Music of Chance 1993)
- Dym
- Brooklyn Boogie
- Lulu na moście
- The Inner Life of Martin Frost